# エリザベッタ・ゴンザーガの肖像

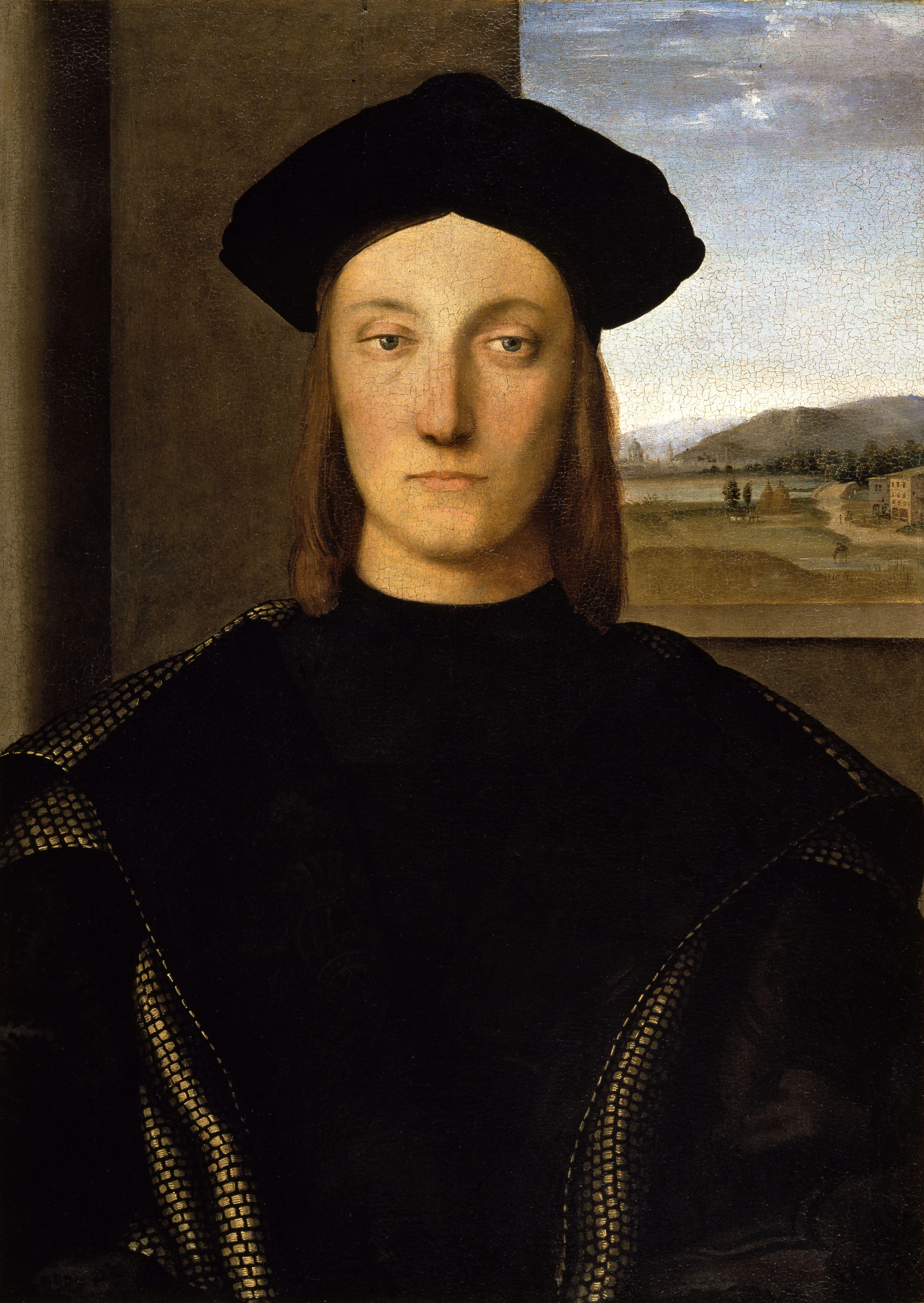
夫のグイドバルド・ダ・モンテフェルトロ。ラファエロ画。

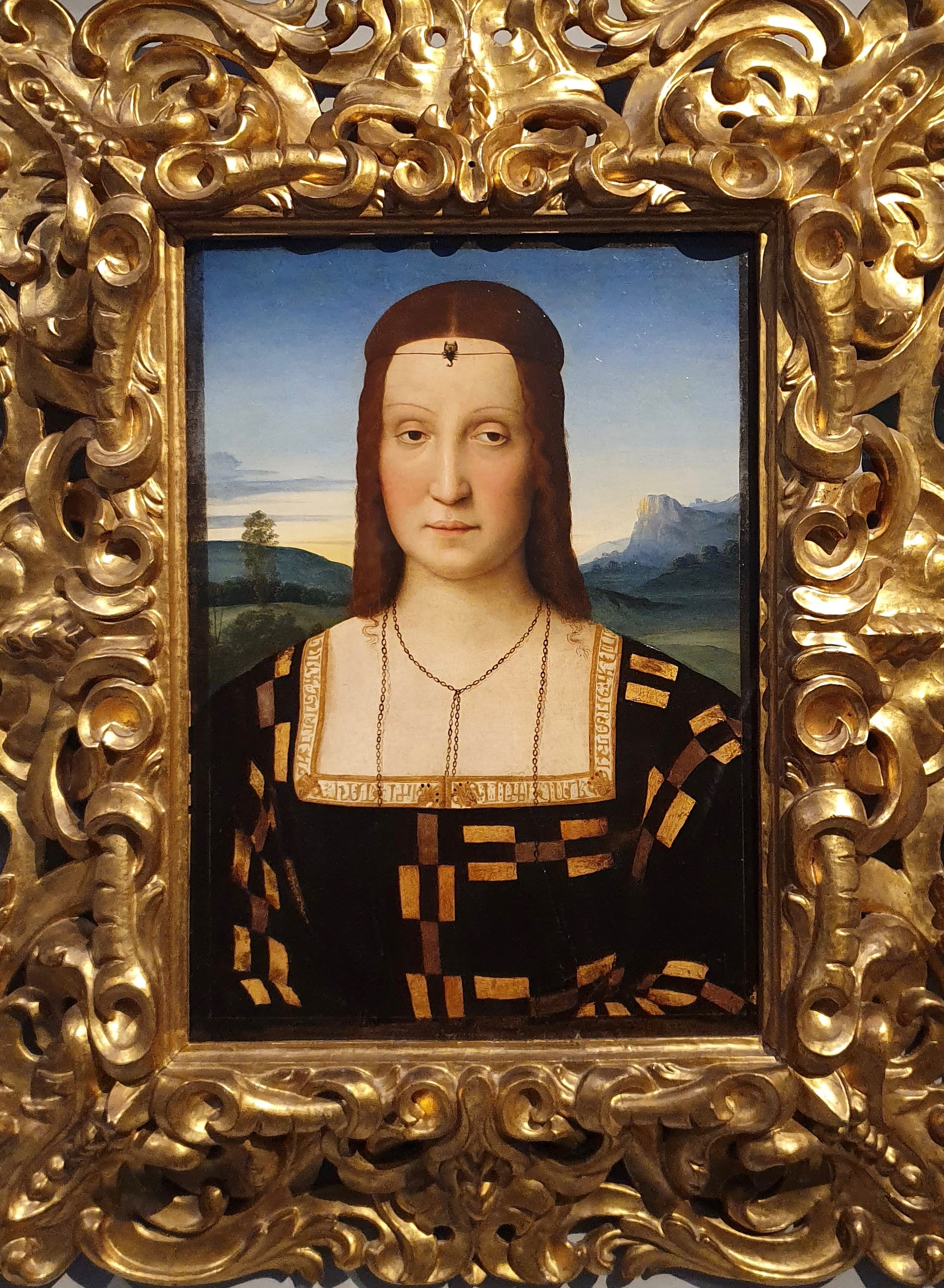
額縁。

『エリザベッタ・ゴンザーガの肖像』（エリザベッタ・ゴンザーガのしょうぞう、伊: Ritratto di Elisabetta Gonzaga, 英: Portrait of Elisabetta Gonzaga）は、盛期ルネサンスのイタリアの巨匠ラファエロ・サンツィオが1504年頃に制作した肖像画である。油彩。ウルビーノ公爵グイドバルド・ダ・モンテフェルトロの夫人エリザベッタ・ゴンザーガを描いたとされる。制作者については諸説あるが、最も可能性の高い人物としてラファエロの名前が挙がっている。ウルビーノ公爵家のコレクションに由来し、後にメディチ家のコレクションに加わった。現在はフィレンツェのウフィツィ美術館に所蔵されている。

## モデル
エリザベッタ・ゴンザーガは1471年にマントヴァ侯爵フェデリーコ1世・ゴンザーガと侯爵夫人マルガレーテの娘として生まれた。彼女は1489年にウルビーノ公爵グイドバルドと結婚したが、虚弱な夫との間に子供が生まれることはなく、グイドバルドの姉ジョヴァンナの息子でローマ教皇ユリウス2世の甥にあたるフランチェスコ・マリーア1世・デッラ・ローヴェレを養子として迎えた。芸術と文学を愛好したエリザベッタは当時最も教養ある洗練された女性の1人で、ウルビーノ宮廷に仕えたバルダッサーレ・カスティリオーネの『廷臣の書』に登場し、宮廷文化の特質を備えた完璧な女性として最も称賛されている。1516年、教皇レオ10世のために亡命を余儀なくされ、1526年にフェラーラで世を去った。

## 帰属と制作年
帰属については過去に美術評論家ジョヴァンニ・バティスタ・カヴァルカゼルと美術史家ジョゼフ・アーチャー・クロウによってフランチェスコ・ボンシニョーリ、ジョヴァンニ・モレッリによってジョヴァンニ・フランチェスコ・カロット、リオネッロ・ヴェントゥーリよってフランチェスコ・フランチャの一派とされてきた。現在は一般的にラファエロの作品として受け入れられているが、制作年については意見の相違があり、ラファエロの最初期の1502年頃の肖像画とする説から、フィレンツェ時代の1506年頃の肖像画とする説まである。

## 作品
ラファエロは当時の最も教養ある女性の1人であるエリザベッタ・ゴンザーガを厳密な正面像として描いている。エリザベッタの顔と胸元を画面の中心に置き、胸の真下にある両腕と両手は画面の下で省略されている。エリザベッタの黒いドレスは15世紀から16世紀初頭にかけて流行したガムッラと呼ばれる婦人服で、モンテフェルトロ家の紋章の色に触発された非対称の金と銀の長方形の意匠が施されている。白いネックラインにはクーフィー体の金の文字が刺繍されており、首に2本のシンプルな金のチェーンネックレスをつけている。エリザベッタの広い額は黒色のサソリの形をしたアクセサリーで飾られている。サソリの両腕の間には宝石がはめ込まれている。このアクセサリーは『廷臣の書』と関連して解釈される。また豊穣や多産と関係のある黄道十二宮の1つ天蝎宮（さそり座）と関係があり、子供を産むことができなかった公爵夫人の幸運のお守りとも解釈される。ラファエロはこのアクセサリーを細心の注意を払いつつ入念に描いている。背景は丘や高い山々があるウンブリア地方の平和で明るく見晴らしの良い風景が描かれている。
ドレスの深い影とエリザベッタの肌の淡い色調との間のコントラストを特徴とする極めて微細なペイント技術は、ウルビーノの宮廷に滞在した北方ルネサンスの画家ヨース・ファン・ヘントやペドロ・ベルゲテのフランドルの肖像画技法に高い関心を持っていたことを示している。また背景の風景描写にも注意を払うようになった。ラファエロは1504年に移ったフィレンツェで新たな風景表現を習得するが、当時まだウルビーノ的な風景表現が見られるのに対して、本作品ではフェレンツェ移動後の数か月間で学んだ成果がはっきりと現れている。

## 来歴
ウルビーノ公爵家の1631年のインベントリに記録されたのが最古の記録である。この年にデッラ・ローヴェレ家の最後の子孫で、遺産の相続者であったヴィットーリア・デッラ・ローヴェレ（1622年-1694年）がトスカーナ大公フェルディナンド2世・デ・メディチと結婚したことで、絵画はメディチ家にもたらされたと考えられている。このときの記録では制作者の名前は記されていないが、グイドバルドの妃で、マントヴァ出身の公爵夫人イザベッタ（エリザベッタのこと）の肖像であることや、額にサソリ、首にネックレス、金色の小さな片模様の衣服をまとうことが記されている。1784年の目録ではヴェネツィア派のジョヴァンニ・ベッリーニ派の作品とされ、1825年の目録ではマントヴァの巨匠アンドレア・マンテーニャの作品とされている。